# Dariusz Szoen
Dariusz Szoen (ur. 19 czerwca 1986 w Mysłowicach) – polski szachista, mistrz międzynarodowy od 2005 roku.

## Kariera szachowa
W roku 2000 zdobył w Białej tytuł mistrza Polski juniorów do lat 14, natomiast w 2004 w Łebie - tytuł wicemistrza kraju do lat 18. W tym samym roku zwyciężył w otwartych turniejach we Frydku-Mistku i Mariánskich Láznach, zajął II miejsce w Koszalinie< oraz VI na mistrzostwach Europy juniorów do lat 18 w Urgupie w Turcji. W 2005 triumfował w turnieju open w Turawie oraz zajął II miejsce w memoriale Emanuela Laskera w Barlinku. W 2006 triumfował w otwartych turniejach w Pokrzywnej i Figueres (przed m.in. Rafaelem Leitao) oraz podzielił I miejsce w Deizisau. W 2007 zdobył w Szczucinie tytuł mistrza Polski w szachach szybkich oraz zajął II miejsce (za Bartłomiejem Macieją) w Mazowieckim Festiwalu Szachowym rozegranym w Grodzisku Mazowieckim. Na przełomie 2007 i 2008 r. zwyciężył (przed Arturem Jakubcem) w turnieju Cracovia w Krakowie.
Najwyższy ranking w dotychczasowej karierze osiągnął 1 stycznia 2008 r., z wynikiem 2491 zajmował wówczas 26. miejsce wśród polskich szachistów.